# Moto Roader
Moto Roader es un videojuego de los años 80. Había dos formas de representar los juegos de coches. La primera era mostrar un sprite de coche visto desde atrás en posición fija y lo que representaba la carretera se haba realizando scroll como si fuera un rollo que guiar, así daba la sensación de avanzar hacia el fondo. La segunda era alejar la vista, ponerlo todo a vista de pájaro, trasladando la acción a un plano. Este juego se encuadra en el segundo tipo.
Así desde el primer momento, desde nuestra vista de pájaro, podemos ver la pista alejada y vista desde arriba.
El control del coche es rotatorio, no siempre mira hacia la misma dirección, lo tendremos que ir girando para que siga la orientación de la carretera. Pero la derecha de nuestro pad siempre supondrá un giro a la derecha de nuestro vehículo y a la izquierda un giro a la izquierda respecto de la orientación que tenga nuestro coche.
El espíritu del juego es muy competitivo, permitiendo participar hasta cinco jugadores simultáneos. Los coches deben llegar primero y no sufrir más de una determinada cantidad de daño para poder terminar la carrera. Conseguimos infligir daño a nuestros oponentes de dos formas, atacándolos con armas que conseguimos mediante ítems o dejándolos lo suficientemente atrás como para que queden fuera de pantalla, en este caso serán recolocados en carrera y se les restara energía.
En resumen es un juego ideal para competir contra otros amigos y que demuestra que es un claro predecesor de lo que después fue la saga Micro Machines.